# Pseudohydromys fuscus
Pseudohydromys fuscus är en däggdjursart som beskrevs av Eleanor M.O. Laurie 1952. Pseudohydromys fuscus ingår i släktet Pseudohydromys och familjen råttdjur. Inga underarter finns listade i Catalogue of Life. Arten listades tidigare som enda medlem i släktet Neohydromys.
Kroppslängden (huvud och bål) varierar mellan 80 och 95 mm, svanslängden är 78 till 90 mm och vikten ligger vid 18 till 20 g. Pälsen på ovansidan har en rökgrå färg och håren på undersidan är lite ljusare. Denna gnagare har en brun svans med en vit spets som är cirka 15 mm lång. Arten är inte anpassad till ett simmande levnadssätt. Avvikelser mot nära släktingar är en spetsig nos, små molara tänder och skillnader i kraniets konstruktion.
Denna gnagare förekommer i bergstrakter på östra Nya Guinea. Den lever i regioner som ligger 2350 till 3100 meter över havet. Arten vistas i fuktiga bergsskogar samt i områden med gräs eller mossa. Födan består uppskattningsvis av insekter. Antalet spenar hos honor är fyra.
Klimatförändringar kan öka risken för bränder. Hela populationen anses vara stabil. IUCN listar arten som livskraftig (LC).